# Lankanfinolhu
Lankanfinolhu est une petite île inhabitée des Maldives. Elle constitue une des îles-hôtel des Maldives en accueillant un hôtel dès 1979, qui fut reconstruit et appelé Paradise Resort and Spa en 1994. Lankanfinolhu et sa voisine Lankanfushi ont vraisemblablement été une seule et même île par le passé, désormais séparées par un bras de mer.

## Géographie
Lankanfinolhu est située dans le centre des Maldives, dans le Sud-Est de l'atoll Malé Nord, dans la subdivision de Kaafu, à proximité de la capitale Malé. Elle se situe à 8 km au nord de l'aéroport de Malé.